# Ribeirão Barra Grande (Ortigueira)
Der Ribeirão Barra Grande ist ein etwa 54 km langer linker Nebenfluss des Rio Tibaji im Inneren des brasilianischen Bundesstaats Paraná.

## Geografie

### Lage
Das Einzugsgebiet des Ribeirão Barra Grande befindet sich auf dem Terceiro Planalto Paranaense (Dritte oder Guarapuava-Hochebene von Paraná).

### Verlauf
Sein Quellgebiet liegt im Munizip Ortigueira auf 890 m Meereshöhe ietwa 0,5 km östlich der Granja Nossa Senhora Aparecida in der Nähe der BR-376 (Rodovia do Café).
Der Fluss verläuft überwiegend in östlicher Richtung. Er fließt vollständig innerhalb des Munizip Ortigueira etwa 5 km nördlich am Stadtgebiet des Hauptorts vorbei. Er mündet auf 578 m Höhe von links in den Rio Tibaji. Er ist etwa 54 km lang. Dabei ist er auf der zweiten Hälfte seines Laufs (etwa 30 km) Teil des Mauá-Stausees für das Kraftwerk Usina Hidrelétrica Presidente Vargas.